# Alexander Hamilton
Alexander Hamilton (11. siječnja 1755. ili 1757. – 12. srpnja 1804.), bio je američki ekonomist, politički teoretičar i prvi ministar financija SAD. Po njegovoj zamisli je sazvana Philadelphijska konvencija, a kao pionir američkog ustavnog prava bio je suautor Federalističkih spisa, djela koje se smatra glavnim izvorom za tumačenje Ustava SAD. Zbog svega toga se Hamilton smatra jednim od Očeva osnivača SAD.

## Životopis
Alexander Hamilton rodio se na otoku Nevisu, u Britanskoj Zapadnoj Indiji, a obrazovanje stekao je u Trinaest kolonija Sjeverne Amerike. Kada su se kolonije pobunile protiv britanske vlasti, Hamilton se priključio revolucionarima i njihovoj miliciji i izabran je za kapetana topništva. Za vrijeme rata je postao pobočnik i bliski prijatelj Georgea Washingtona.
Nakon završetka rata izabran je kao delegat u Kontinentalni kongres, ali je podnio ostavku kako bi se posvetio poduzetništvu te osnovao Banku New Yorka. Hamilton je tada stekao mišljenje kako američka ekonomija ne može napredovati ako SAD ostanu konfederacija suverenih država, pa se zalagao za transformaciju SAD u nacionalnu državu sa snažnom centralnom vlašću. Za te se ideje zalagao na Ustavnoj konvenciji i dio njih postao je dijelom novog Ustava. U vlastitoj državi New York Hamilton je po tom pitanju bio u manjini, ali je s vremenom i ona potvrdila novi Ustav.
Kada je 1789. godine po novom Ustavu formiran kabinet na čelu s Washingtonom, Hamilton je postao njegov član, odnosno prvi ministar financija. S vremenom je došao u oštar sukob s državnim tajnikom Thomasom Jeffersonom oko toga kako se mlada nacija mora razvijati. Hamilton se zalagao za razvoj industrije, velikih gradova i snažnu centralnu vlast, dok je Jefferson davao prednost poljoprivredi, selu i više vlasti federalnim državama. Taj sukob je doveo do stvaranja dviju stranaka, Hamiltonove Federalističke i Jeffersonove Demokratsko-republikanske.
Drugi važan izvor sukoba s Jeffersonom bio je odnos prema Francuskoj revoluciji, odnosno sudjelovanju SAD u sukobu Velike Britanije s francuskim revolucionarima. Hamilton se zalagao za suradnju s bivšom kolonijalnom maticom. Godine 1795. Hamilton je bio prisiljen podnijeti ostavku zbog skandala nakon otkrivanja izvanbračne ljubavne veze s Marijom Reynolds, ali je zato tri godine kasnije stekao nadležnost nad Vojskom SAD u Američko-francuskom pomorskom ratu.
Sukob Hamiltona s federalističkim predsjednikom Johnom Adamsom 1800. godine omogućio je dolazak Jeffersona na vlast. Hamilton se ponovno vratio poduzetništvu i 1801. godine osnovao New York post. Dugogodišnje suparništvo s potpredsjednikom Aaronom Burrom 1804. godine eskaliralo je u sukob koji je završen dvobojem, a u kome je Hamilton ubijen.

## Vanjske poveznice
- Alexander Hamilton on PBS' AMERICAN EXPERIENCE  Arhivirana inačica izvorne stranice od 28. veljače 2017. (Wayback Machine)
- The New-York Historical Society's Alexander Hamilton Exhibit
- Alexander Hamilton and the National Triumph of New York City A WNET video lecture; overview of Hamilton's career
- Alexander Hamilton and The Origins of Wall Street (subscription required)
- Encyclopaedia Britannica: Alexander Hamilton
- Djela Alexander Hamilton na Projekt Gutenbergu
- Hamilton's Report on Manufactures (Columbia University Press)
- Hamilton's Congressional biography
- Alexander Hamilton: Debate over a National Bank (February 23, 1791)
- Alexander Hamilton by Henry Cabot Lodge
- Alexander Hamilton's Plan of Government
- Hamilton Grange National Memorial
- Inventing Alexander Hamilton, The troubling embrace of the founder of American finance Boston Review
- Reenactment of the Burr-Hamilton duel on July 12, 2004.
- A New Nation Votes: American Election Returns 1787-1825